# Rafael Matilla Entrena
Rafael Matilla Entrena (Priego de Córdoba, 1904-Madrid, 1962) fue un político y abogado español. Secretario de la Comisión Calificadora de Bienes Sindicales, y subjefe nacional de Cooperación. Procurador en las Cortes Españolas (1955-1958 y 1958-1961) por la Organización Sindical Española.
Su nombre aparece en la lista de los veintidós juristas que, designados por el Ministerio de Gobernación franquista, elaboraron el “dictamen sobre la ilegitimidad de los poderes actuantes el 18 de julio de 1936”, documento publicado el 21 de diciembre de 1938, que pretendía justificar la sublevación militar que provocó la guerra civil española.